# Robótica em nuvem
Robótica em nuvem (em inglês, cloud robotics) é um campo da robótica que visa utilizar tecnologias de  nuvem, como computação em nuvem, armazenamento em nuvem e outras tecnologias da internet que são focadas nos benefícios de uma infraestrutura de serviços compartilhada para o benefício da robótica. Quando conectados à nuvem, os robôs podem se beneficiar de poderosos recursos de computação, armazenamento e comunicação de centros de dados modernos na nuvem, que podem processar e compartilhar informações de vários robôs ou agentes (outras máquinas, objetos inteligentes, seres humanos, etc.). Os seres humanos também podem delegar tarefas para robôs remotamente por redes. Tecnologias de computação em nuvem permitem que os sistemas robóticos sejam dotados de capacidades poderosas e ao mesmo tempo reduz os custos. Assim, é possível construir robôs inteligentes leves, de baixo custo, e mais inteligentes por terem um "cérebro" na nuvem. O "cérebro" consiste de centros de processamento de dados, bases de conhecimento, planejadores de tarefas, aprendizagem profunda, processamento de informações, modelos de ambientes, suporte de comunicação, etc.

## Componentes
Uma nuvem para robôs tem potencialmente pelo menos seis elementos significativos:
- Uma biblioteca global de imagens, mapas e dados de objetos, muitas vezes com propriedades geométricas e mecânicas, sistemas especialistas, bases de dados de conhecimento (por exemplo, web semântica, centros de dados)；
- Computação paralela massiva sob demanda para modelagem estatística baseada em amostras, planeamento do movimento, planeamento de tarefas, colaboração multi-robô, programação e coordenação de sistemas；
- Robôs partilhando resultados, trajetórias, políticas de controle dinâmicas e apoio à aprendizagem;
- Humanos partilhando código, dados e designs de fonte aberta, para a programação, experimentação, e construção de hardware;
- Orientação e assistência de humanos sob demanda para avaliação, aprendizagem e recuperação de erros;
- Interação humano–robô aumentada de diversas formas (base de conhecimento semântico, serviço como o Siri da Apple, etc.).

## Limitações da robótica em nuvem
Embora robôs possam de beneficiar de várias vantagens da computação em nuvem, a nuvem não é a solução para todos os problemas da robótica.
- Controle do movimento de robô que depende muito de sensores e feedback do controlador não vão se beneficiar tanto da nuvem.
- Aplicativos baseados em nuvem podem ficar lentos ou indisponíveis devido a alta latência ou outros problemas de rede. Se um robô depende muito da nuvem, uma falha na rede pode deixar ele "sem cérebro."
- Tarefas que envolvem a execução em tempo real requerem processamento a bordo.